# 久保田春耕
久保田 春耕（くぼた しゅんこう、安永3年（1774年） - 嘉永3年（1850年））は、江戸時代の豪農、俳人。名は重右衛門（6代目）、本名は光豊。春耕は俳号。
信濃国高井郡高井野村紫組（現長野県高山村）の久保田兎園の娘婿で、妻の成布、子の夫妻・五郁、柳志はともに小林一茶の門人。

## 一茶と春耕
文化6年4月25日、一茶は春耕の実兄滝澤可候の紹介でこの家を初めて訪れた。高井野村紫の豪農の娘婿であった春耕は、一茶の門人であるとともに一茶を支援するパトロン的存在となった。一茶は春耕の孫の誕生祝いに「門の月殊に男松の勇み声」の句を贈っている。また春耕のために、久保田兎園の追悼句集『菫塚』を代編しているが未完に終わった。
文政10年閏6月1日（1827年7月24日）、一茶の暮らす柏原宿が大火に遭って一茶は母屋を失い、焼け残った土蔵で生活をするようになり、同年閏6月15日、春耕に手紙を書いている。これは数多い一茶の書簡の中で最も有名なものの一つとされている。
| 御安清賀し奉り候。されば私は丸やけにて是迄参り候。此人田中へ参り候。私参る迄御とめ下さるべく候。右申し入れ度くかしく。 壬六月十五日節 土蔵住居して やけ土のほかりほかりや蚤さはぐ 一茶 紫 春耕大人 |

久保田家には、この書簡を始め、「父の終焉日記」「浅黄空」「俳諧寺抄録」の草稿など数多くの一茶の遺墨が伝えられ、現在は一茶ゆかりの里 一茶館に保管、展示されている。

## 春耕の句、著作
- うまの子の無事な貌なる柳哉（菫草）
- 曲り所の草の青さよ春の水（三韓人）
- 水のみに鼬（いたち）の出たり冬の月（物の名）
- 杉の実を烏の落枯野哉（木槿集）
- 夕立や何処へのさばる蔦かづら（迹祭）
- 鶯も上きげん也寛永寺（たねおろし）